# آنتی‌سایکوتیک تیپیکال

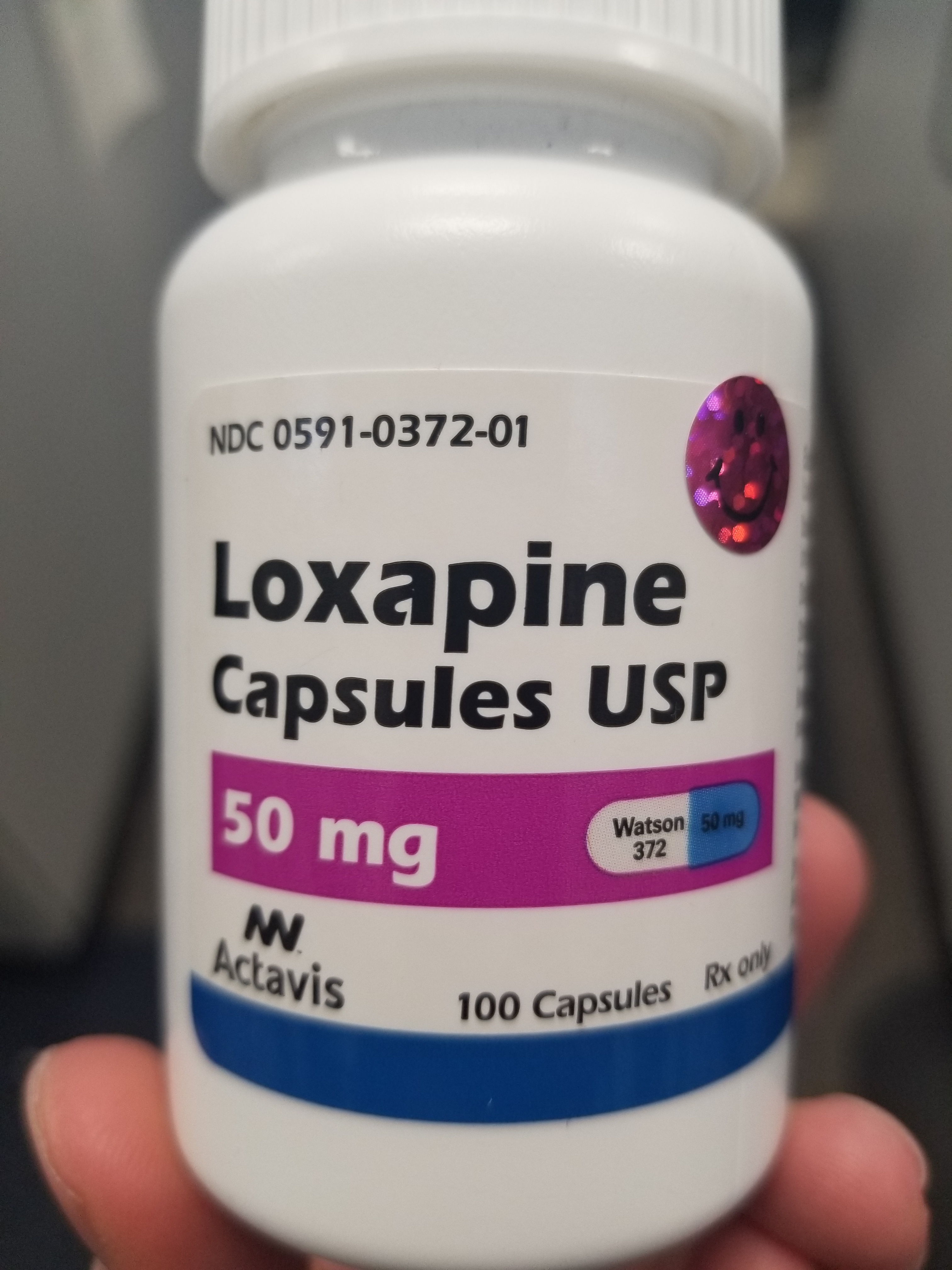
بطری حاوی کپسول لوکساپین، داروی ضد روان پریشی معمولی با قدرت متوسط.

داروهای ضدروان‌پریشی تیپیکال (همچنین به عنوان داروهای ضد روان پریشی نسل اول شناخته شده می‌شود) دسته‌ای از ضدروان‌پریشی‌های نسل اولی هستند که در سال ۱۹۵۰ توسعه یافته و در درمان سایکوز (به‌طور خاص، اسکیزوفرنی) کاربرد دارند. از داروهای ضد روان پریشی ممکن است برای درمان شیدایی حاد، پریشانی و سایر موارد استفاده شود. اولین داروهای ضد روان پریشی تیپیکالی که مورد استفاده پزشکی قرار گرفتند، فنوتیازین‌ها بودند، یعنی کلرپرومازین که به شکل تصادفی کشف شد.